# بلین (ایندیانا)
بلین (به انگلیسی: Blaine) یک منطقهٔ مسکونی در ایالات متحده آمریکا است که در شهرستان جی، ایندیانا واقع شده‌است. بلین ۲۸۲٫۸۶ متر بالاتر از سطح دریا واقع شده‌است.